# Marele Amiral Thrawn
Marele Amiral Thrawn (nume complet: Mitth'raw'nuruodo; născut: Kivu'raw'nuru) este un personaj fictiv din franciza Star Wars. El este cunoscut pentru că a apărut ca personajul eponim în trilogiile de romane Thrawn (1991–1993; 2017–2019; 2020–2021) de Timothy Zahn. Lider militar imperial și membru al rasei Chiss, Thrawn conduce rămășițele Imperiului Galactic împrăștiat după căderea acestuia.
În trilogia Thrawn din 1991–1993, Thrawn se întoarce din necunoscut și conduce rămășițele imperiului într-o misiune împotriva Noii Republici, înfruntându-se cu personajele clasice din Războiul Stelelor Luke Skywalker, Prințesa Leia, Han Solo, Chewbacca și Lando Calrissian, înainte de a fi aparent reînviat în duologia Mâna lui Thrawn (1997–1998), dupa aceea povestea lui este explorată și în diverse alte romane, povestiri, benzi desenate și jocuri video din universul extins Star Wars ; în 2014, aceste povești au fost redenumite Star Wars Legends de către Lucasfilm și redate necanonic.
Thrawn a reintrat în canonul oficial în serialul TV animat 3D Star Wars Rebels din 2016 până în 2018, cu vocea lui Lars Mikkelsen, iar Zahn a publicat o nouă trilogie Thrawn (2017–2019) și apoi trilogia Thrawn Ascendancy (2020–2021), ca reinventare a lui Thrawn ca un agent anti-rău și dublu care s-a infiltrat în rândurile Imperiului în numele propriului popor și al guvernului galactic al Regiunilor Necunoscute, Chiss Ascendancy, intenționând să folosească resursele imperiale pentru a începe un război deschis cu fanaticii extragalactici, Grysk, înainte de ei să poată invada galaxia, opunându-se între timp Alianței Rebele în numele lui Palpatine înainte de a fi trimis cu forța în Regiunile Necunoscute de către și alături de Ezra Bridger. El urmează să-și facă debutul live-action în viitorul serial Disney+ Ahsoka (2023), cu Mikkelsen reluând rolul său.

Thrawn a fost numit unul dintre cele mai semnificative și populare personaje din continuitatea Legendelor. Au fost produse mai multe figurine de acțiune Star Wars și alte produse ale personajului.
1. ↑  Star Wars Databank, accesat în 23 ianuarie 2019
2. ↑  Star Wars: The Essential Guide to Characters (1st ed)[*], p. 167-168 Verificați valoarea |titlelink= (ajutor)